# Rakowice (województwo warmińsko-mazurskie)
Rakowice – wieś w Polsce położona w województwie warmińsko-mazurskim, w powiecie iławskim, w gminie Lubawa.
W latach 1975–1998 miejscowość położona była w województwie olsztyńskim.
Zobacz też: Rakowice, Rakowice Małe, Rakowice Wielkie